# Misteln
Die Misteln (Viscum) sind eine Pflanzengattung innerhalb der Familie der Sandelholzgewächse (Santalaceae), nach einer alternativen Klassifikation in einer wiedererrichteten Familie Viscaceae. Sie sind mit etwa 70 bis 120 Arten in der Alten Welt verbreitet, mit Verbreitungszentrum im südlichen Afrika und auf Madagaskar. Wenige Arten erreichen gemäßigte (temperate) Klimazonen.

## Beschreibung

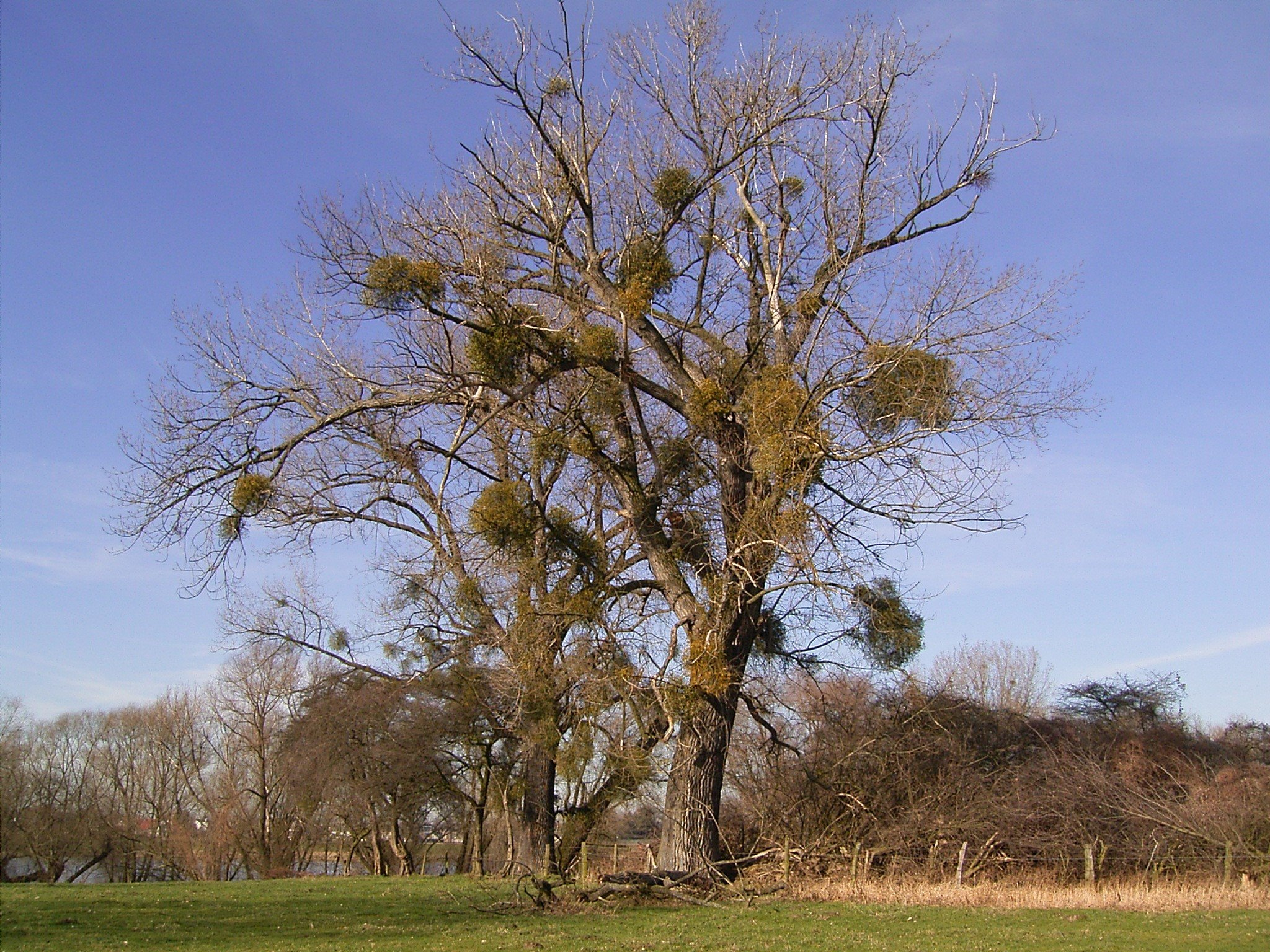
Weißbeerige Mistel (Viscum album)

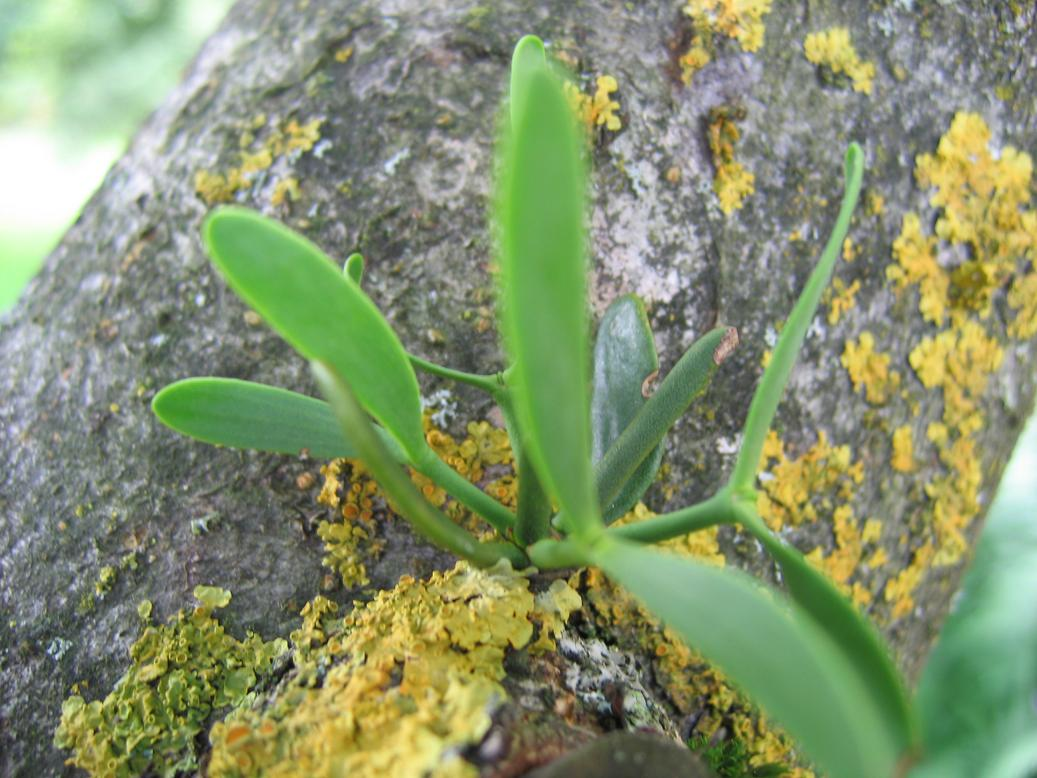
2-jährige Weißbeerige Mistel (grün) und die Gewöhnliche Gelbflechte

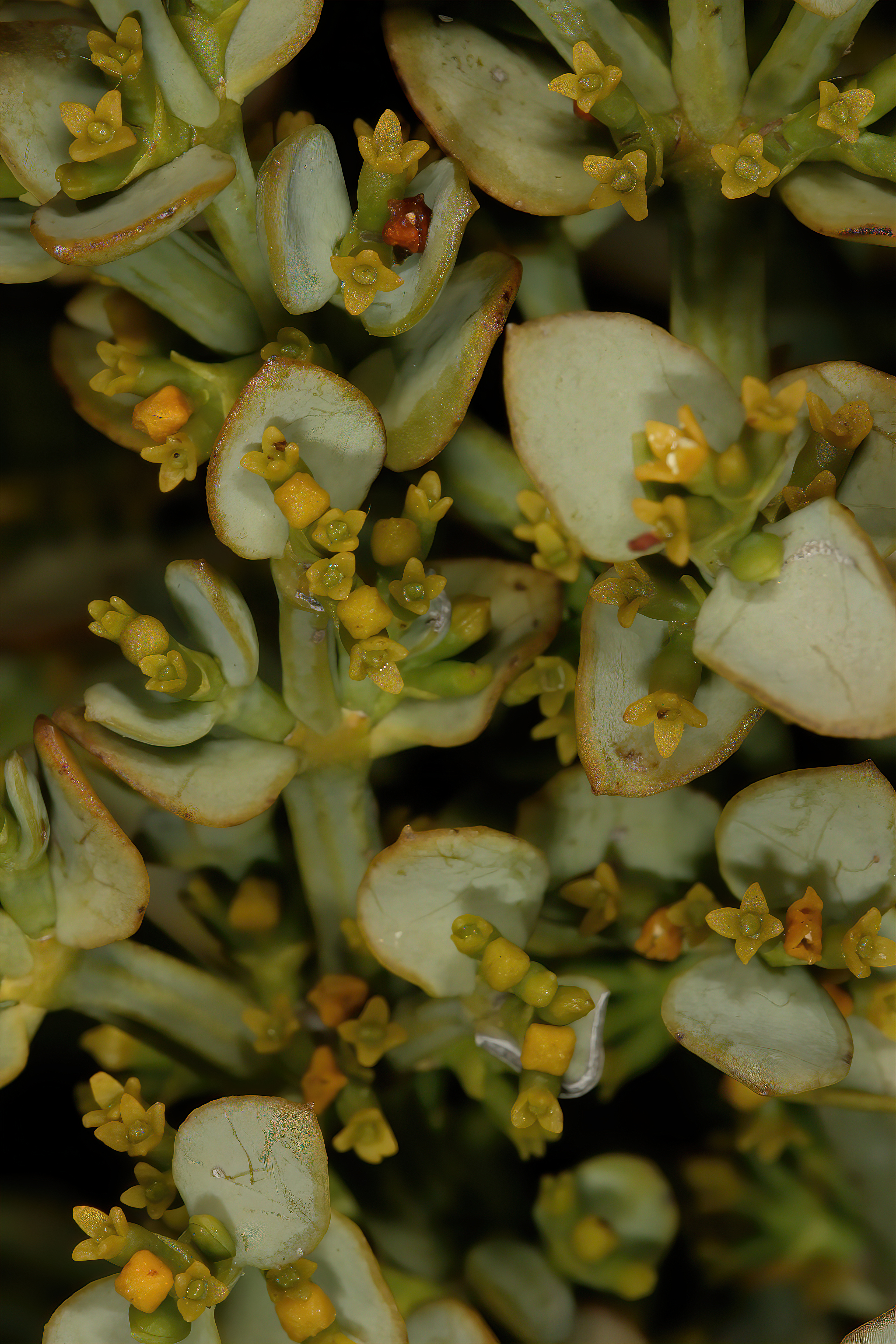
Weibliche Blüten von Viscum rotundifolium

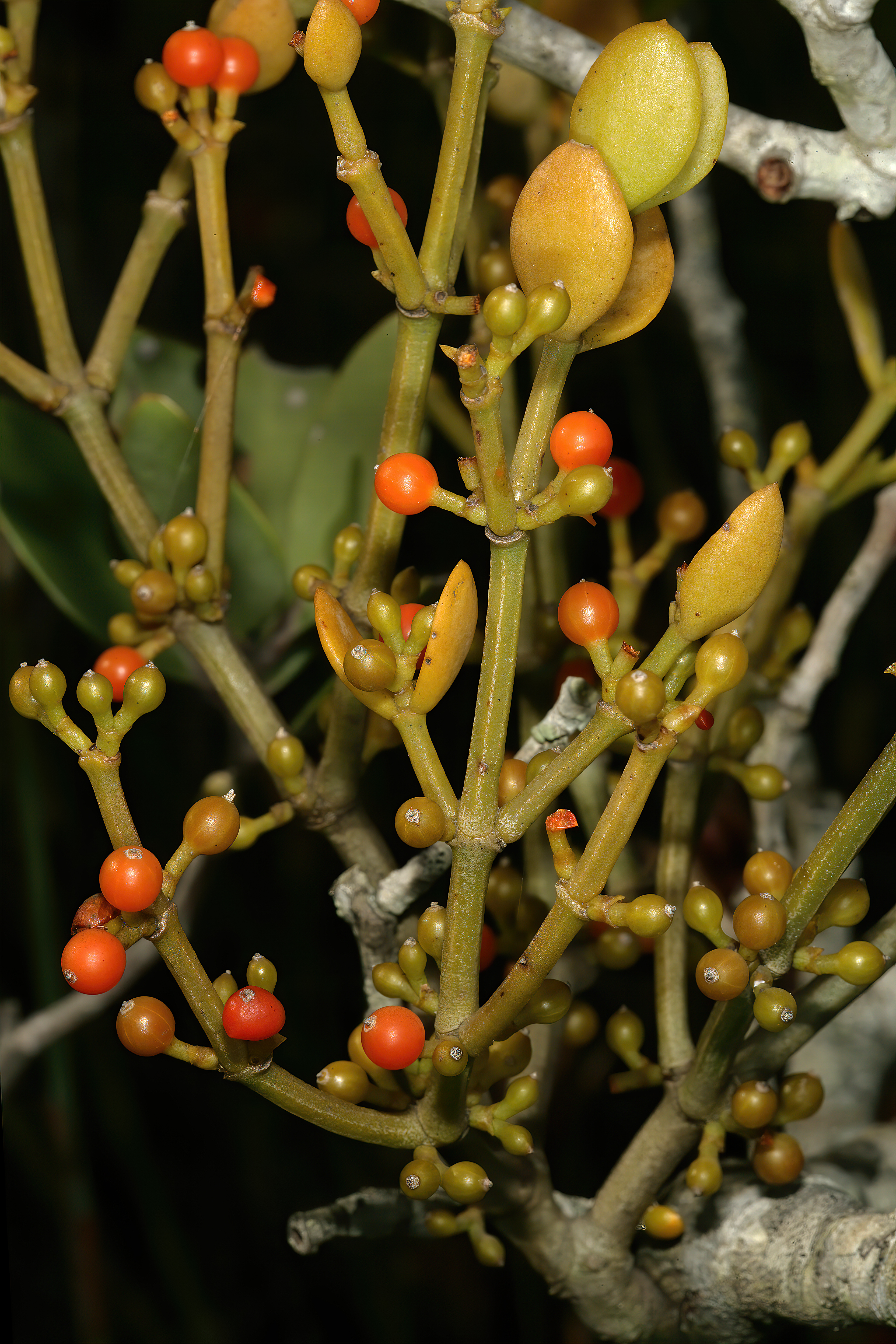
Früchte von Viscum pauciflorum

### Vegetative Merkmale
Mistel-Arten sind immergrüne oder schuppenblättrige Halbschmarotzer, die auf Bäumen oder Sträuchern wachsen, meist zweikeimblättrigen, wenige Arten auf Nadelhölzern. Etwa zehn Arten parasitieren auf Arten der Riemenblumengewächse, die selbst parasitisch auf Bäumen wachsen, sind also Hyperparasiten. Die größeren Arten erreichen eine Länge von etwa 2 Meter, die Europäische Mistel als eine der größten maximal etwa 2,5 Meter, daneben existieren Zwergpflanzen von wenigen Millimeter Länge. Misteln sind im Wirtsgewebe durch ein Haustorium genanntes Organ verankert, das bei der Gattung aus der Keimwurzel (Radicula) hervorgeht, auf der Rinde kriechende (epikortikale) Wurzeln mit sekundären Haustorien werden nicht ausgebildet. Häufig werden aber Wurzelstränge im Holz des Wirts, oberhalb von dessen Kambium gebildet, von denen im Xylem verankerte Senkwurzeln abgehen. Aus diesen kann dann an anderer Stelle ein neuer exophyter Trieb aus dem Wirtsgewebe hervorbrechen. Die endophytischen, im Wirtsgewebe verborgenen Teile der Pflanze sind bei Misteln ebenfalls grün gefärbt. Die freien (exophyten) Triebe sind meist verholzt, aber leicht brüchig, bei einigen afrikanischen Arten krautig, bei sehr wenigen wie etwa Viscum capense sukkulent. Sie sind aufrecht oder hängend, grün gefärbt und unbehaart, stielrund, abgeflacht (oft bei unbeblätterten Arten) oder vierkantig und je nach Art unterschiedlich verzweigt, meist gabelteilig (dichotom). Bei vielen Arten, so bei der europäischen weißbeerigen Mistel, wird jedes Jahr aus einer Knospe ein neuer Triebabschnitt gebildet, der nur aus einem langen Internodium, am Ende mit zwei gegenständigen Blättern und einer terminalen Infloreszenz besteht; neue Triebe entstehen im nächsten Jahr aus den achselständigen Blattknospen (ein Dichasium). Dadurch resultiert ein sehr regelmäßiges Verzweigungsmuster. Die gegenständigen Laubblätter sind ganzrandig, bei manchen Arten zu Schuppenblättern reduziert.
Im Extremfall (bei Viscum minimum) befindet sich mit Ausnahme der Blüten fast die gesamte Pflanze innerhalb des Wirtes. Die etwa drei Millimeter langen Triebe tragen winzige grüne Blätter. Die Frucht, eine einzelne Beere, besitzt ein Vielfaches der Größe der sie tragenden Pflanze.

### Generative Merkmale
Viscum-Arten sind einhäusig (monözisch) oder zweihäusig (diözisch) getrenntgeschlechtig, also mit eingeschlechtigen, männlichen oder weiblichen, Blüten entweder auf derselben Pflanze oder getrennt auf verschiedenen. Die Blütenstände stehen im Grundplan endständig an den diesjährigen Trieben, sie bestehen aus drei Blüten, einer medianen und zwei seitlichen, die in den Blattachseln der beiden den Blütenstand einschließenden Schuppenblätter gebildet werden. Als Abwandlung verzweigt sich die Einheit ein zweites Mal, wodurch einen fünfblütige Zyme resultiert. Misteln besitzen besondere, ungestielte und kissenartig ausgebildete, mehrkammerige Staubblätter, die Staubbeutel sind sitzend und ungestielt, sie öffnen sich durch Poren. Selten, wie bei der Zwergmistel, sind alle Staubblätter zu einem zentralen, säulenartigen Synandrium verwachsen. Bei den einhäusigen Arten ist in der Regel die zentrale Blüte weiblich, die seitlichen männlich, bei den zweihäusigen besteht der Blütenstand bei den weiblichen Blüten oft nur aus einer einzelnen Blüte. Die Blüten der Mistelarten sind vierzählig (selten dreizählig, manchmal, wie bei Viscum minimum, beides auf derselben Pflanze). Blüten sind nektarführend, die Nektardrüse umgibt ringförmig den Stempel der weiblichen Blüten. Die Blütenhülle ein einfaches Perianth, d. h. die Blütenblätter einfach und nicht in Kelch- und Kronblätter differenziert (Tepalen), diese gehen auf die Kronblätter zurück, die Kelchblätter sind vollständig verschmolzen und nicht mehr sichtbar. Die Blüten sind meist klein, selten größer als drei Millimeter. Die größten Blüten in der Gattung besitzt Viscum cruciatum mit etwa 6 bis 8 Millimeter Länge. Bei der Weißbeerigen Mistel werden etwa vier Millimeter erreicht.
Die Beerenfrüchte sind oft weiß gefärbt, je nach Art auch gelb, orange, rosa oder rot. In den Beeren befinden sich meist nur ein einzelner Samen. Die Oberfläche ist bei einigen afrikanischen Arten nicht glatt, sondern durch zahlreiche Höcker rau.

## Ökologie
Die Bestäubung erfolgt durch Insekten.
Eine Besonderheit der Mistel-Früchte und Samen liegt darin, dass keine Samenschale ausgebildet wird. Stattdessen bildet das Mesokarp eine klebrige Schicht aus Cellulose, Hemicellulosen und Pektinen, die als Viscin bezeichnet wird. Die Samen werden von Vögeln verbreitet, die die Früchte fressen. Die klebrigen Samen können sich dabei z. B. an den Schnabel heften und werden später an Zweigen abgestreift oder passieren den Darm und werden mit dem Kot ausgeschieden. Das Viscin wird nicht vollständig verdaut und sorgt dafür, dass die Samen auch nach der Passage durch den Vogeldarm an Zweigen haften. Für die Keimung der Samen ist das Verschlucken ohne Bedeutung.
Bei der Keimung entsteht unter den winzigen Keimblättern ein „Schlauch“ mit endständiger Scheibe, aus der sich bei Kontakt mit einem geeigneten Wirt auf noch glatter Rinde ein Haustorium entwickelt, durch das der Keimling zu den Leitbahnen der Wirtspflanze vordringen kann.

## Systematik und Verbreitung
Die Gattung Viscum wurde 1753 durch Carl von Linné in Species Plantarum, Tomus I, S. 1023 aufgestellt.
Die Gattung Viscum gehört zur Familie der Santalaceae. In der Literatur findet sich häufig die frühere Einteilung in die eigene Familie der Mistelgewächse (Viscaceae). Der US-amerikanische Botaniker und Mistel-Experte Daniel L. Nickrent favorisiert seit 1998 eine andere Phylogenie, die aber von der Angiosperm Phylogeny Group, bis einschließlich der APG III-Klassifikation nicht übernommen wurde. Er hat mit Kollegen im Jahr 2010 eine veränderte Klassifikation vorgestellt, bei der die Santalaceae aufgesplittet wurden, dabei hat er für die Gattung Viscum und sechs andere Gattungen die traditionelle Familie Viscaceae wieder aufgestellt. Darin sind ihm zahlreiche Botaniker gefolgt. Nach den molekularen Untersuchungen ist die wahrscheinliche Schwestergruppe der Misteln die Gattung Notothixos, die mit acht Arten von Ostasien bis Australien verbreitet ist.
Viscum-Arten sind in der Alten Welt in den tropischen, subtropischen und gemäßigten Gebieten verbreitet. Verbreitungszentrum der Gattung ist Afrika mit etwa 45 Arten, auch die Insel Madagaskar ist, mit etwa 30, d. h. einem Viertel aller Arten, artenreich besiedelt. Zweites Verbreitungszentrum ist das tropische Ostasien. Fast alle hier vorkommenden Arten sind einhäusig (die afrikanischen überwiegend zweihäusig), viele ohne grüne Blätter. Mit wenigen Arten werden Australien und Europa (je zwei Arten) erreicht. Zweite europäische Art neben der bekannten Weißbeerigen Mistel ist die rotbeerige Viscum cruciatum, die in Spanien, Marokko und im Nahen Osten vorkommt. In Ostasien erreichen mit Viscum nudum und Viscum coloratum auch zwei Arten die temperate Zone.
Die weißbeerige europäische Mistel wurde durch den bekannten amerikanischen Pflanzenzüchter Luther Burbank absichtlich in Kalifornien angesiedelt, wo sie nun als Neophyt etabliert ist.

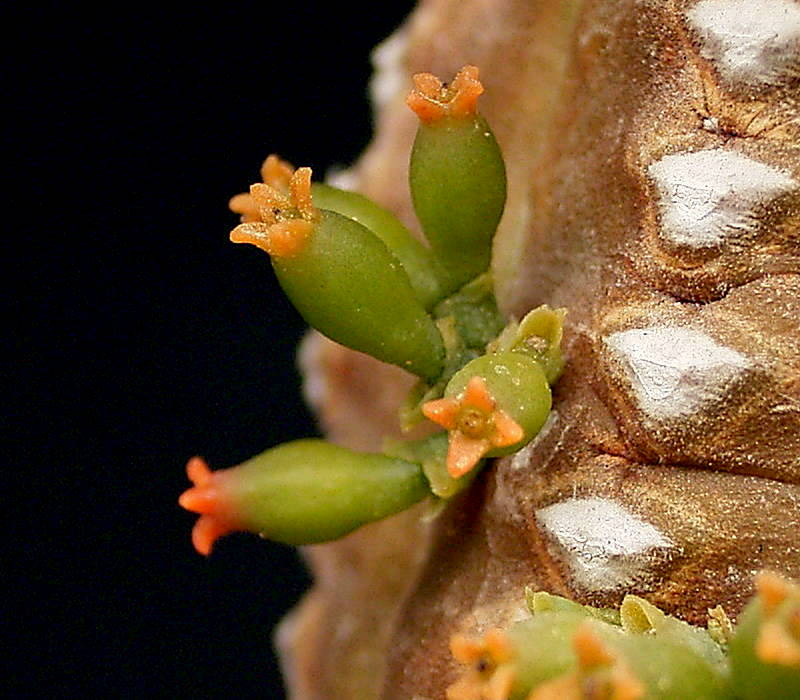
Zwergmistel (Viscum minimum)

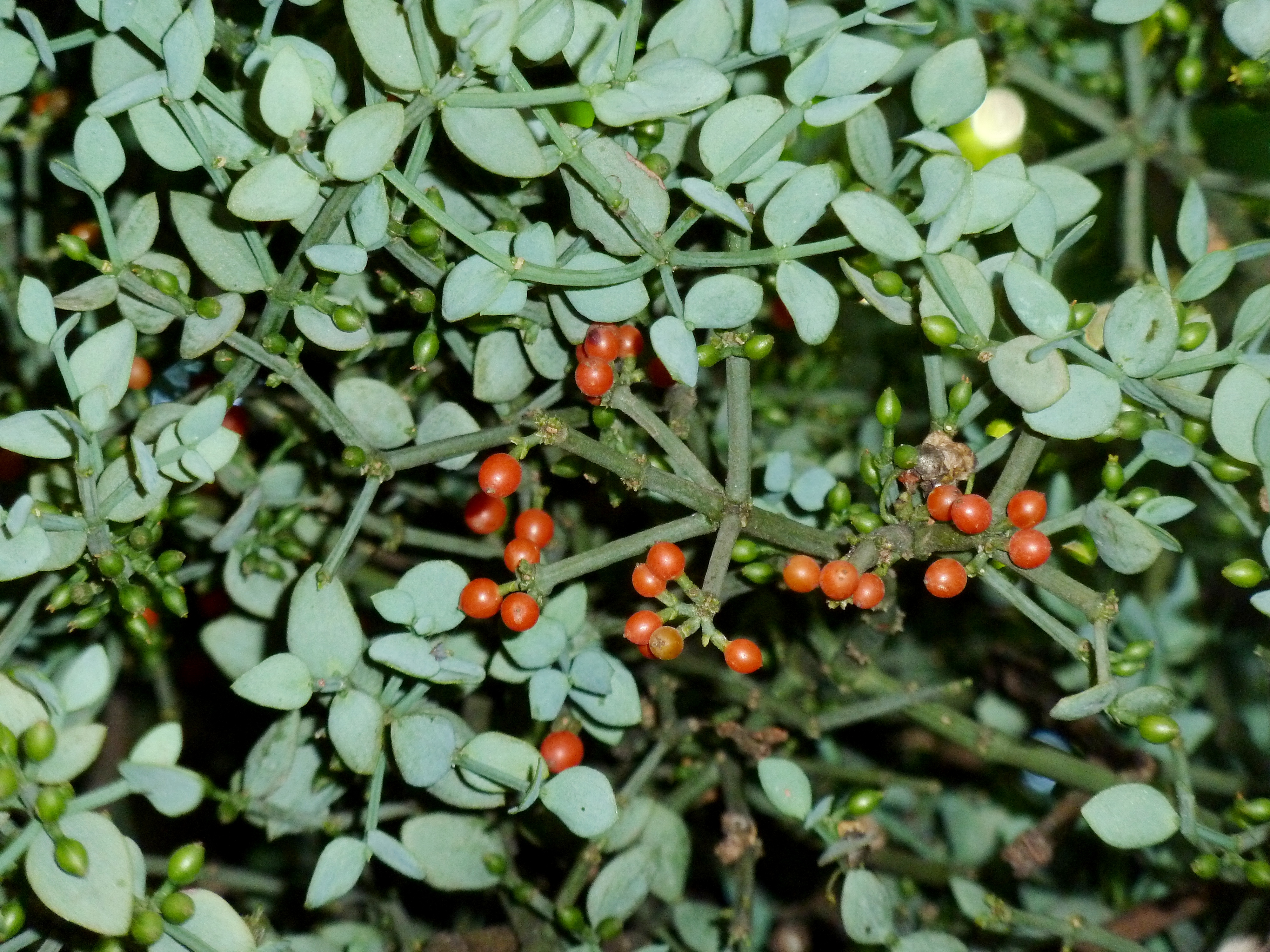
Viscum rotundifolium aus Südafrika mit roten Beeren

Die Artenzahl wird je nach Autoren und Bearbeitungsjahr etwas unterschiedlich angegeben, mit 70, etwa 100 oder sogar 150. Daniel Nickrent listet, im Jahr 2020, 130 Arten.
Arten (Auswahl):
- Weißbeerige Mistel (Viscum album L.): Sie ist in mehreren Subtaxa in Eurasien und Nordafrika verbreitet.[11]
- Viscum articulatum Burm.f.: Sie kommt in Süd- und Südostasien, in China und Australien vor;[1] wächst auch parasitisch auf dem Parasiten Dendrophthoe.
- Viscum capitellatum Sm.: Sie wächst parasitisch auf den Parasiten Loranthus sowie auf anderen Viscum-Arten.
- Viscum coloratum (Kom.) Nakai: Sie wurde früher als Unterart Viscum album angesehen und in Ostasien (China, Korea, Japan und Ostrussland) verbreitet.[1]
- Viscum crassulae Eckl. & Zeyh.: sukkulente Art, die auf sukkulenten Crassula-Arten wächst.
- Rotfrüchtige Mistel (Viscum cruciatum Boiss.): Sie besitzt ein disjunktes Areal zum einen auf der Iberischen Halbinsel sowie Marokko zum anderen in Israel, Jordanien, Libanon sowie Syrien.[11] Als Neophyt kommt sie in Italien vor.[11]
- Viscum cuneifolium Baker: Sie kommt in Madagaskar vor.
- Viscum loranthi Elmer: kommt in Indien, Nepal, Indonesien, auf den Philippinen und in China (Yunnan) vor[1] und wächst parasitisch auf dem Parasiten Scurrula.
- Zwergmistel (Viscum minimum Harv.): Sie ist die kleinste Viscum-Art und ist bis auf Blüten und Früchte vollkommen endoparasitisch verborgen in sukkulenten Euphorbia-Arten.
- Viscum monoicum Roxb. ex DC.: Sie kommt in Indien, Bangladesch, Bhutan, Sikkim, Myanmar, Sri Lanka, Thailand, Vietnam und China (Guangxi, Yunnan) vor[1] und wird häufig von den eigenen Sämlingen parasitisch befallen.
- Viscum nudum Danser: Sie gedeiht in Wäldern an Berghängen in Höhenlagen von 2000 bis 3800 Metern in den chinesischen Provinzen westliches Guizhou, Sichuan sowie Yunnan.[1] Wirtspflanzen sind Corylus ferox, Platycarya strobilacea, Prunus persica, Pyrus pashia, Quercus schottkyana und Betula-, Populus- sowie Salix-Arten.[1] In China wird sie als Heilpflanze verwendet.[1]
- Viscum orientale Willd.: in Asien verbreitete Art.
- Viscum ovalifolium DC.: kommt in Indien, Bhutan, Indonesien, Malaysia, Kambodscha, Laos, Myanmar, Thailand, Vietnam, in China und auf den Philippinen vor;[1]
- Viscum rotundifolium L.f.: kommt in Südafrika vor.
- Viscum triflorum DC.
- Viscum yunnanense H.S.Kiu: Dieser Endemit gedeiht in Wälder an Berghängen in Höhenlagen von 900 bis 1000 Metern nur in Mengla in Yunnan.[1]

## Etymologie
Der Name Mistel (mhd. mistel, ahd. mistil) ist mit Mist (ahd. mist) verwandt. Mistelsamen werden von Vögeln gefressen und gelangen mit ihren Ausscheidungen („Vogelmist“) wieder auf die Bäume. Zugrunde liegt eine urgermanische Wurzel *mihst- (‚Mist; Harn, Kot, Dünger‘), deutbar auch als ‚(klebrige) Ausschwitzung bzw. krankhafter Auswuchs‘ (‚Saft, Pflanzenschleim, Sekretionsstoff‘) auf der Wirtspflanze.
Der botanische Gattungsname Viscum ist identisch mit dem lateinischen Wort viscum für ‚Leim‘. Von den Römern wurde aus den klebrigen Beeren Vogelleim hergestellt, der dem Vogelfang diente. Der Begriff Viskosität (Maß für Zähflüssigkeit) geht auf spätlateinisch viscosus ‚klebrig‘ zurück und damit ebenfalls auf viscum, den klebrigen Schleim der Mistelbeeren (Mistelleim).

## Geschichte

### Antike
Im ersten Jahrhundert beschrieben Dioskurides und Plinius Mistelpflanzen („ixos“, „viscum“), die vor allem auf Eichbäumen, aber auch auf Apfelbäumen, auf Birnbäumen und auf weiteren Baumarten wachsen. Plinius erkannte bereits, dass die Misteln bei ihrer Fortpflanzung auf die Hilfe von Vögeln angewiesen sind, indem ihre Samen durch den Kot der Vögel verbreitet werden (Naturalis historia Buch 16, Kapitel 93). Auch die Riten  gallischer Druiden bei der Ernte der „Eichen-Misteln“ beschrieb Plinius ausführlich (Naturalis historia Buch 16, Kapitel 95; Medikamente aus Misteln: Buch 24, Kap. 6). Es handelt sich nicht um die heute so genannte Eichenmistel Loranthus europaeus, denn die einzige in Gallien vorkommende Mistelart ist die Weißbeerige Mistel Viscum album.
Für die medizinische Verwendung wurde ihnen die Kraft zugeschrieben, Geschwüre zu erweichen und sie zur Reifung zu bringen. Die von der Eiche unter Anwendung von Ritualen gewonnene Mistel sollte bei Epilepsie und zur Förderung der Empfängnis der Frauen angewendet werden.

### Mittelalter
Die Ärzte des Arabischen Mittelalters übernahmen die von den griechisch-römischen Ärzten überlieferten Angaben zur Mistel.
Im Lateinischen Mittelalter schrieb Hildegard von Bingen über die Wirkungen der „Birnbaum-Mistel“. Sie gab nicht an, welcher Teil der Pflanze zu verwenden war. Die gepulverte „Birnbaum-Mistel“ sollte mit ebenso viel Süßholz vermischt und nüchtern eingenommen werden. Dadurch würden Schmerzen im Brustkorb und in der Lunge beseitigt. Eine aus „Birnbaum-Mistel“, Olivenöl, Hirschtalg und Spica nardi bereitete Salbe empfahl sie zur Einreibung bei Lähmungen („gicht“, „paralysim“).
Im Lateinischen Mittelalter weit verbreitet war ein „Eichenmistel-Traktat“. Bei der darin behandelten „Eichenmistel“ handelt es sich nicht um die heute so genannte Eichenmistel Loranthus europaeus, sondern um die Weißbeerige Mistel Viscum album, die auch auf Eichen wächst. Ob die Autoren der Antike und des Mittelalters diese Arten überhaupt unterschieden haben, bleibt unklar. Marzell meint, dass die in alten Apotheken als Eichenmistel gehandelte Mistel wohl eine weiße Mistel war und sehr selten von einer Eiche geerntet wurde. Vielmehr sei Eichelmistel als Handelsname zu verstehen. Der „Eichenmistel-Traktat“ wurde in der ersten Hälfte des 14. Jh.s im bairisch-österreichischen Raum verfasst und ab 1400 vom deutschen Südosten aus in den Nachbarmundarten verbreitet. Er richtete sich an Laien und Laien-Ärzte und fügte zu der Angabe der die Epilepsie verhütenden Kraft der „Eichenmistel“ weitere Heilanzeigen in Form von wechselnden Versatz-Stücken an.
Die Mainzer Kräuterbuch-Inkunabeln des 15. Jahrhunderts (Herbarius Moguntinus 1484 – Gart der Gesundheit 1485 – Hortus sanitatis 1491) beschrieben die „Eichen-Mistel“. Der Straßburger Chirurg Hieronymus Brunschwig jedoch schrieb über die „wild affolter mystel“ (1500). Er meinte damit die Weißbeerige Mistel Viscum album, die auf einem wilden Apfelbaum wächst. Als Indikation für diese Mistel gab er Lungenerkrankungen an. Brunschwig übernahm damit die Indikation, die Hildegard von Bingen für die „Birnbaum-Mistel“ angegeben hatte.

### Neuzeit

#### 16. Jahrhundert
Otto Brunfels 1537 --- Leonhart Fuchs 1542/1543 --- Hieronymus Bock 1546 --- Mattioli / Handsch / Camerarius 1586

#### 17. bis 19. Jahrhundert
In den Amtlichen Arzneibüchern des 17. bis 19. Jahrhunderts wurden die Stängel und die Blätter der auf Eichen wachsenden Weißbeerigen Mistel aufgeführt.
- Vom letzten Viertel des 17. Jahrhunderts bis zum ersten Viertel des 19. Jahrhunderts als Bestandteil des Emplastrum Catagmaticum (Pflaster zur Förderung der Heilung von Knochenbrüchen)
- Vom ersten Viertel des 18. Jahrhunderts bis zum letzten Viertel des 19. Jahrhunderts als Bestandteil von Pulvern zur Verhütung von Epilepsie-Anfällen

In der 1872 erstmals aufgelegten Pharmacopœa Germanica wurde die Mistel nicht mehr erwähnt.
| Ort – Titel                                                                 | Jahr | Verwendeter Teil                                  | Indikation – Zubereitung – Digitalisat                                |
| --------------------------------------------------------------------------- | ---- | ------------------------------------------------- | --------------------------------------------------------------------- |
|                                                                             |      |                                                   |                                                                       |
| London. Pharmacopoeia Collegii Regalis Londini                              | 1677 | Die Mistel-Stängel (lignum)                       | S. 166: Emplastrum Catamaticum (Digitalisat)                          |
| London (Jena). Pharmacopoeia Collegii Londinensis                           | 1701 | Die Mistel-Stängel (lignum)                       | S. 323: Emplastrum Catamaticum Secundum (Digitalisat)                 |
|                                                                             |      |                                                   |                                                                       |
| Edinburgh (Göttingen). Pharmacopoeia Collegii Regii Medicorum Edinburgensis | 1735 | S. 20: Pulver aus Stängeln (lignum) (Digitalisat) | S. 86: Pulvis Antiepilepticus (Digitalisat)                           |
|                                                                             |      |                                                   |                                                                       |
| Straßburg. Pharmacopoeia Argentoratensis                                    | 1725 | Die Mistel-Stängel (lignum)                       | S. 73: Emplastrum Catagmaticum, seu ad fracturas ossium (Digitalisat) |
|                                                                             |      | Pulver aus Stängeln und Blättern                  | S. 138–139: Pulvis Epilepticus Marchionis (Digitalisat)               |
| Straßburg. Pharmacopoeia Argentoratensis                                    | 1757 | Pulver aus Stängeln und Blättern                  | S. 122–123: Pulvis Epilepticus Marchionis (Digitalisat)               |
|                                                                             |      |                                                   |                                                                       |
| Stuttgart Pharmacopœa Wirtenbergica                                         | 1754 | S. 106: Pulver aus Stängeln (Digitalisat)         | S. 139–140: Pulvis Epilepticus (Digitalisat)                          |
| Stuttgart Pharmacopœa Wirtenbergica                                         | 1786 | S. 120–121: Pulver aus Stängeln (Digitalisat)     | S. 139–140: Pulvis Epilepticus (Digitalisat)                          |
|                                                                             |      |                                                   |                                                                       |
| Basel. Pharmacopoea Helvetica                                               | 1771 | Pulver aus Stängeln und Blättern                  | S. 193: Viscus. Spezifikum gegen Epilepsie (Digitalisat)              |
|                                                                             |      |                                                   |                                                                       |
| Berlin. Pharmacopœa Borussica                                               | 1799 | Pulver aus Stängeln und Blättern                  | S. 68 : Viscum album (Digitalisat)                                    |
| Berlin (Leipzig). Pharmacopoea Borussica. 1: Einfache Mittel                | 1828 | Pulver aus Stängeln und Blättern                  | S. 883–885: Viscum album (Digitalisat)                                |
| Berlin (Braunschweig). Commentar zur Preussischen Pharmakopœ                | 1849 | Pulver aus Stängeln und Blättern                  | Band 2, S. 443: Viscum album (Digitalisat)                            |
| Berlin. Pharmacopœa Germanica                                               | 1872 | Viscum wird nicht erwähnt (Digitalisat)           |                                                                       |
|                                                                             |      |                                                   |                                                                       |

### Historische Abbildungen

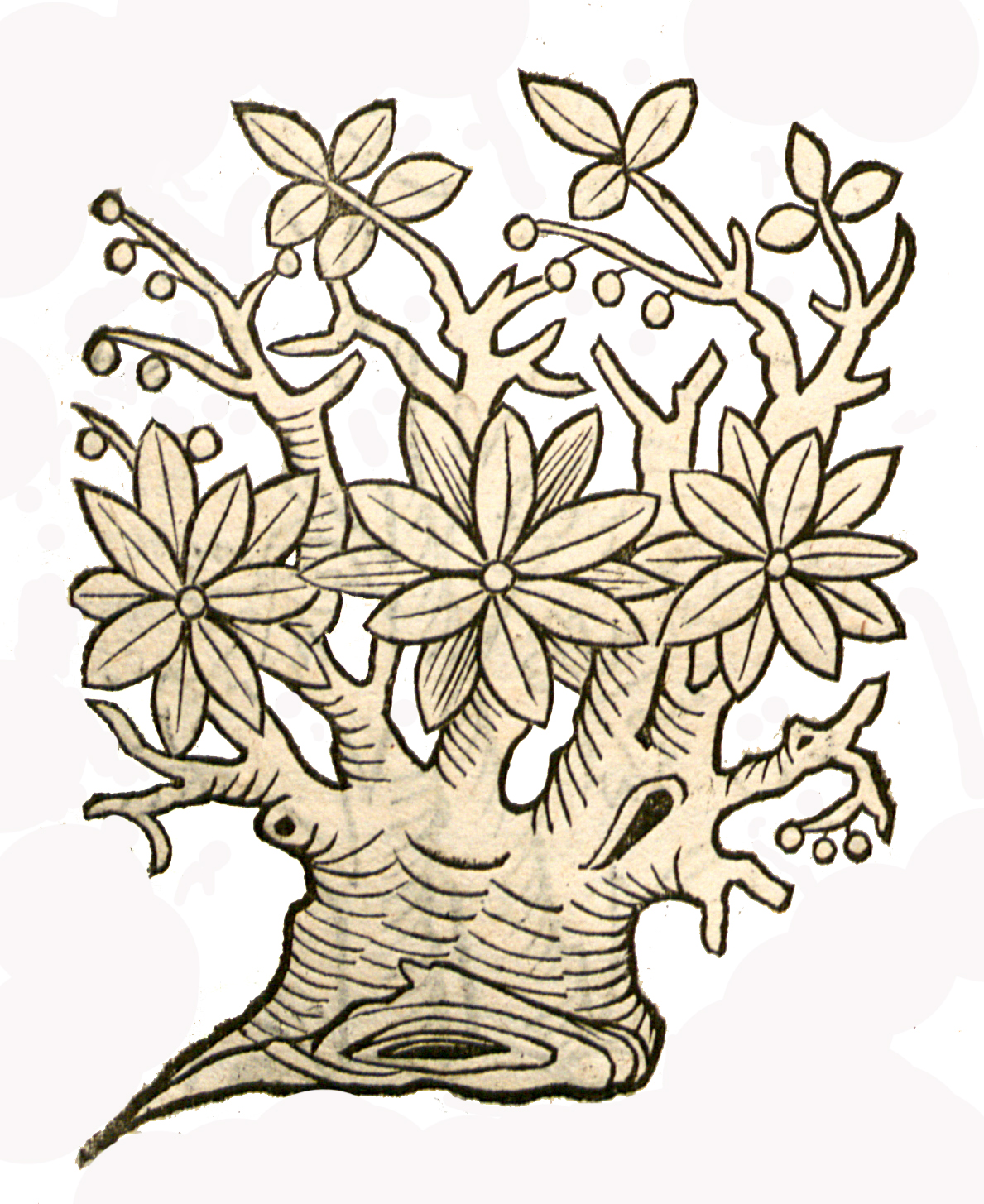
Hortus sanitatis 1491
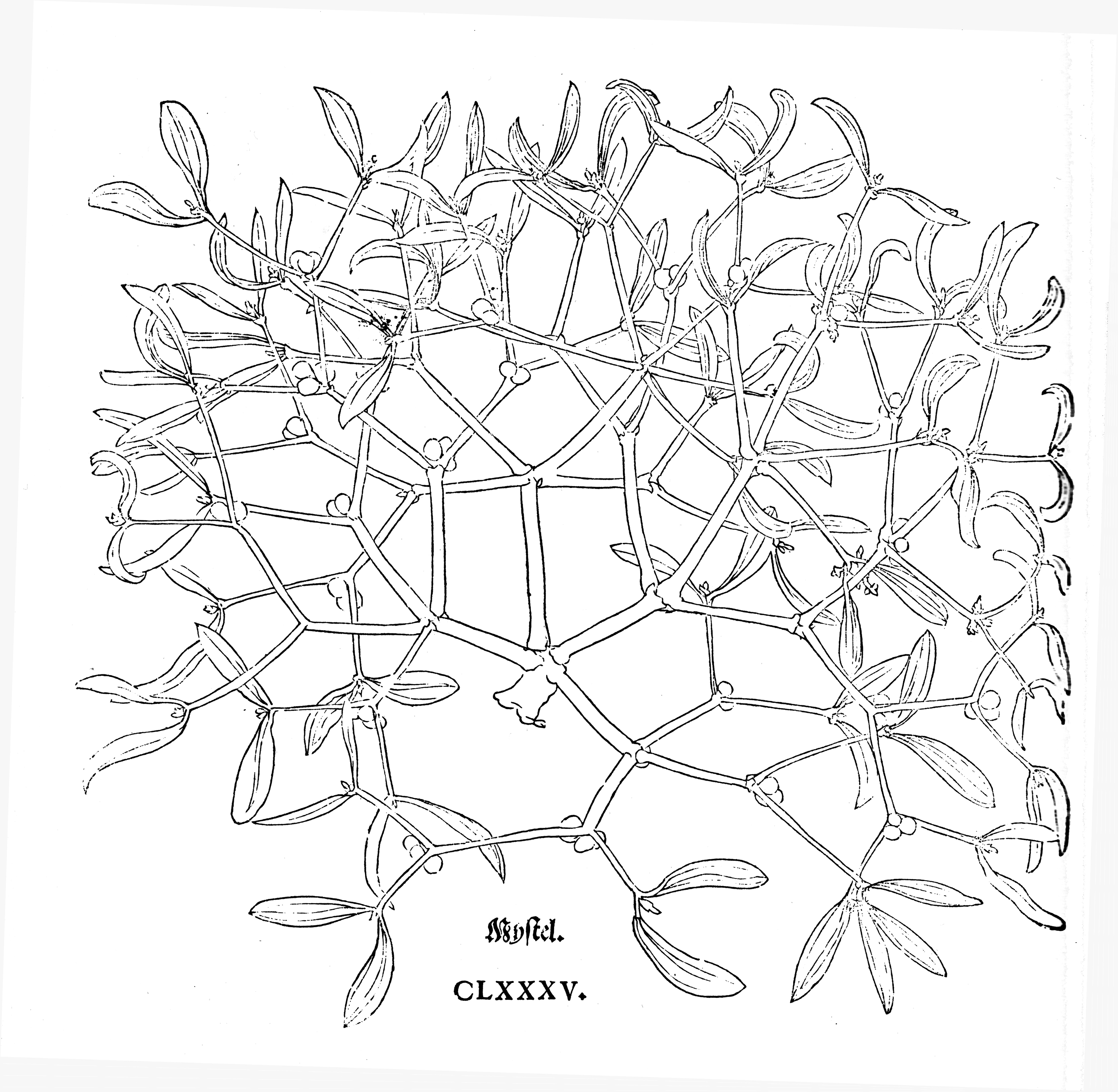
Leonhart Fuchs 1543
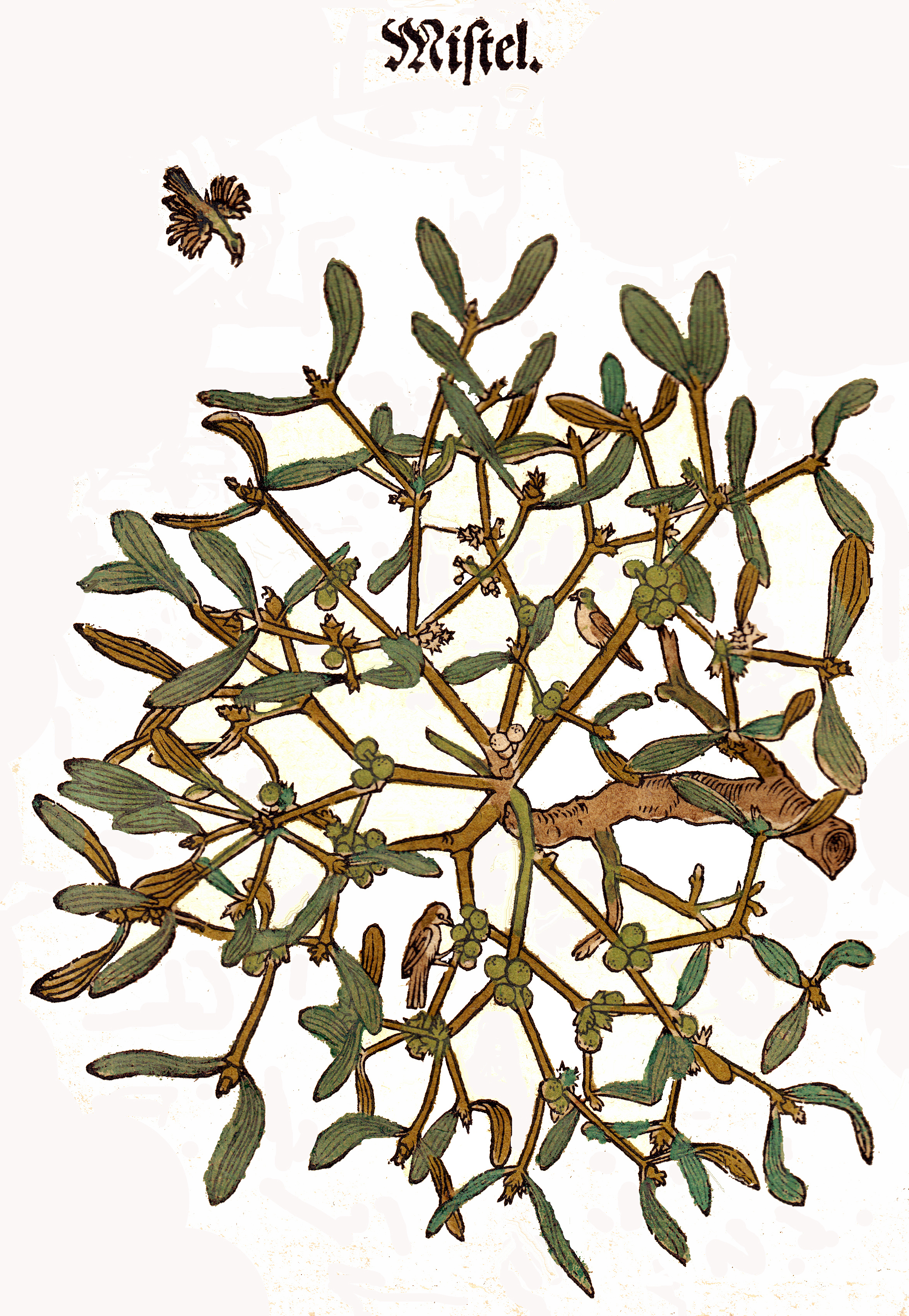
Hieronymus Bock 1546
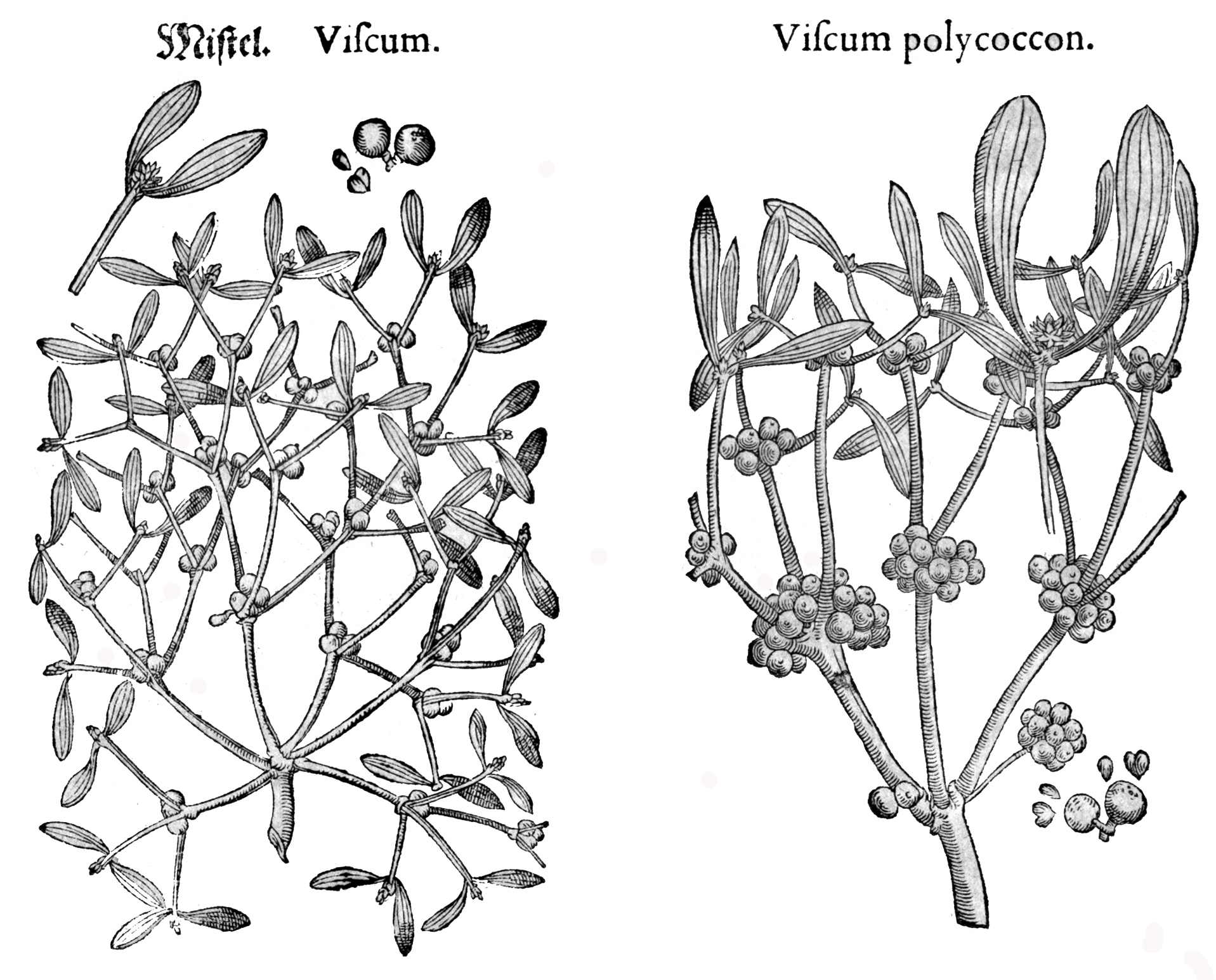
Mattioli / Handsch / Camerarius 1586
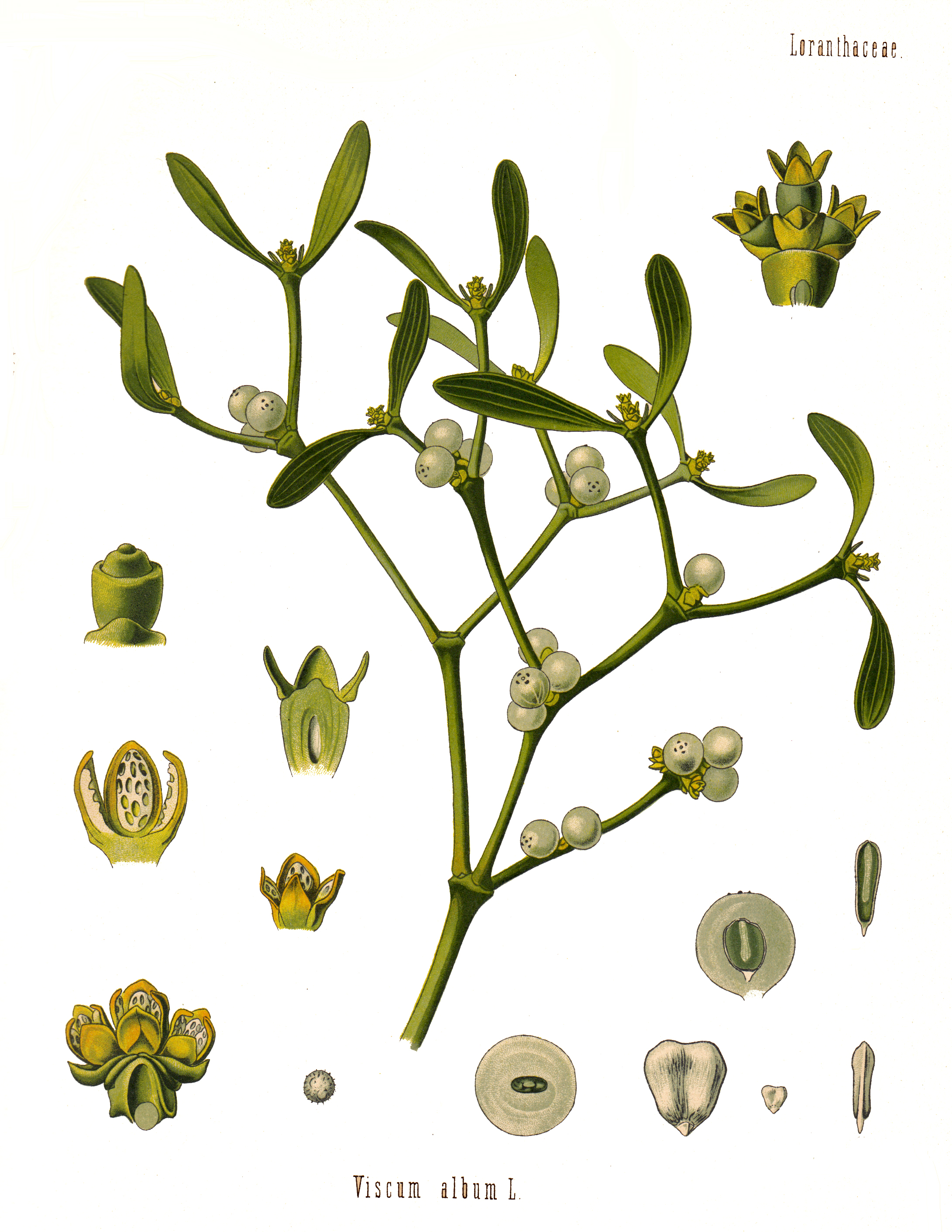
Köhler’s Medizinal-Pflanzen 1887

## Toxizität
Die Weißbeerige Mistel ist in allen Teilen schwach giftig, sie enthält apoptotisch wirkende Mistellectine (wobei Laubholzmisteln höhere Durchschnittswerte als Nadelholzmisteln aufweisen) sowie Viscotoxine.
Das in allen Mistelarten und insbesondere den Beeren enthaltene Tyramin wirkt besonders in Verbindung mit MAO-Hemmern ebenfalls toxisch.

## Weiterführende Literatur
- Hans Christian Weber: Parasitismus von Blütenpflanzen. Wissenschaftliche Buchgesellschaft, Darmstadt 1993.
- Eberhard Teuscher: Viscum. In: Rudolf Hänsel, K. Keller, H. Rimpler und G. Schneider (Hrsg.): Hagers Handbuch der Pharmazeutischen Praxis. 5. Auflage, Springer, Band 6 (1994), S. 1160–1183
- H. S. Heide-Jorgensen: Parasitic Flowering Plants. Brill Academic Publishers, 2008, ISBN 978-90-04-16750-6.